# 米国家電製品協会
米国家電製品協会（べいこくかでんせいひんきょうかい、英語: Association of Home Appliance Manufacturers、AHAM）は、様々な家庭用電化製品の性能や特性について、一定の基準で測定できるようにその基準を定め支持しているアメリカ合衆国の機関である。

## 概要
AHAMは規格開発組織のANSI（米国規格協会）としても活動し、ANSIにより承認された複数の基準や規格を支持している。
また、会員および非会員により開発された規格基準を、自主的な認証プログラムとして実施している。第三者機関で実行された認証実験の結果を元に、実証値を記した認証シールを発行する。